# Die Krimistunde
Die Krimistunde – Geschichten für Kenner ist eine 30-teilige Fernsehserie, die von 1982 bis 1988 im Abendprogramm des Ersten ausgestrahlt wurde. Die erste Sendung startete am 8. April 1982, der letzte Teil wurde am 17. März 1988 gezeigt. Produziert wurden die Folgen von der Bavaria Atelier GmbH im Auftrag des WDR (Redaktion: Jörn Klamroth).

## Inhalt
Die einzelnen einstündigen Folgen beinhalten drei bis fünf abgeschlossene Episoden aus dem Genre des Krimis. Die meisten der 105 Episoden basieren auf Kurzgeschichten des amerikanischen Autors Henry Slesar. 
Ein Teil seiner hier verfilmten Storys wurden bereits Ende der 1950er und Anfang der 1960er Jahre gezeigt – z. B. in der amerikanischen Fernsehreihe Alfred Hitchcock präsentiert.
- Heart of Gold (1957) – Wort gehalten
- Night of the Execution (1957) – Der Tag der Hinrichtung
- The Right Kind of House (1958) – Genau die richtige Art von Haus
- The Morning After (1959) – Am Morgen danach
- The Right Price (1959) – Und was bieten Sie?
- The Kind Waitress (1959) – Die Sache mit der freundlichen Kellnerin
- A Night with the Boys (1959) – Eine Faust voll Geld
- The Man with Two Faces (1960) – Der Mann mit den zwei Gesichtern
- Forty Detectives Later (1960)  – 40 Detektive später
- Insomnia (1960) – Der Schlaf des Gerechten
- One Grave Too Many (1960) – Ein Toter zuviel
- Party Line (1960) – Der Gemeinschaftsanschluß
- A Crime for Mothers (1961) – Ein Verbrechen für Mütter
- The Last Escape (1961) – Der letzte Auftritt
- The Horse Player (1961) – Die Macht des Gebets
- Incident in a Small Jail (1961) – Der Mann in der Nachbarzelle
- A Woman’s Help (1961) – Weibliche Hilfe
- Servant Problem (1961) – Dienstbotenprobleme
- The Hatbox (1961) – Hüte und Schachteln
- Cop for a Day (1961) – Polizist für einen Tag
- The Right Kind of Medicine (1961) – Die richtige Medizin
- The Case of M.J.H. (1962) – Freundin gesucht
- The Test (1962) – Dicker als Wasser
- Burglar Proof (1962) – Die Konkurrenz
- The Last Remains (1962) – Ein Toter meldet sich zu Wort
- The Kerry Blue (1962) – Lebendig begraben
- First Class Honeymoon (1962) – Flitterwochen Erster Klasse
- Behind the Locked Door (1964) – Hinter verschlossenen Türen
- Who Needs an Enemy? (1964) – Tschüs, Charlie!

Die Darsteller sind namhafte deutsche Schauspieler, unter ihnen Manfred Krug, Hannelore Elsner, Uwe Ochsenknecht, Helga Feddersen und Inge Meysel. 

### Episodenliste
1. Unter Zeugen / Besser als Mord / Der Antrag / Der Sündenbock (Erstausstrahlung: 8. April 1982)
2. Schabernack mit einer alten Dame / Tschüs, Charlie! / Schmerzlose Behandlung / Mein kleiner Betrüger / Das Haus des Colonels (22. April 1982)
3. Geheimnis aus der Truhe / Übertriebene Neugier / Verwirrung / Wieder mal so ein Tag (6. Mai 1982)
4. Mir gefällt’s in Wilmington / Der Blick des Witwers / Hinter verschlossenen Türen (12. Mai 1983)
5. Auch große Männer können sterben / Glockenschlag der Wahrheit / Der Handschuhtäter / Die Leiden eines Rauchers (19. Mai 1983)
6. Die Rettung / Falsche Perlen / Die Abrechnung (26. Mai 1983)
7. Knopfdruck für einen Chinesen / Die Dame und der Jüngling / Der letzte Drink / Mordsprovision (9. Juni 1983)
8. Der Fuß in der Tür / Der vergessene Hund / Willkommen in unserer Bank / Ein Toter meldet sich zu Wort (14. Juli 1983)
9. 2 Zehntel / Ein Weg zum Erfolg / Selbstmordmarathon / Die Geheimformel (9. Februar 1984)
10. Einzige Frage: Wie? / Ich spiel Sie an die Wand / Die unbenannte Krankheit (5. Mai 1984)
11. Es wird Euch leid tun, wenn ich tot bin / Lohn für ein schlechtes Gedächtnis / Der Zeitungsausschnitt / Ruths Problem (9. August 1984)
12. Eiskalt und tödlich / Der Sonntagsdichter / Lebendig begraben (6. November 1984 ?)
13. Nachtwache / Der zweite Schuldspruch / Der Ersatzmann (27. Dezember 1984)
14. Der Gemeinschaftsanschluß / Die Prise Muskat macht’s / Der Mühe Lohn / Zwei Fliegen mit einer Klappe (28. März 1985)
15. Tonys Tod / Kleines Memento / Am Morgen danach / Hüte und Schachteln (23. Mai 1985)
16. Polizist für einen Tag / Beehren Sie uns bald wieder? / Die richtige Medizin / Und was bieten Sie? (20. Juni 1985)
17. Der Tag der Hinrichtung / Eine Faust voll Geld / Wer leistet mir Gesellschaft? / Genau die richtige Art von Haus (11. Juli 1985)
18. Der Mann in der Nachbarzelle / Ein Toter zuviel / Ein Verbrechen für Mütter (15. August 1985)
19. Dicker als Wasser / Mord mit Verzögerung / Weibliche Hilfe (10. Oktober 1985)
20. Freundin gesucht / 40 Detektive später / Brieffreundschaft / Flitterwochen Erster Klasse (3. April 1986)
21. Der Stern / Crime / Steckenpferderennen (19. Juni 1986)
22. Waschen, schneiden, umlegen / Glückwunschkonzert / Herrenabend / Kein Wort mehr (14. August 1986)
23. Ein unheimlich feiner Kerl / Hedwigsruh / Ich kann sehr dankbar sein (8. Januar 1987)
24. Der letzte Auftritt / Der Schlaf des Gerechten / Die Sache mit der freundlichen Kellnerin (12. Februar 1987)
25. Wer andern in der Grube gräbt / Die Nilkatze / Die Macht des Gebets (19. März 1987)
26. Leb wohl, schöne Welt / Der Kandidat / Man muß dran glauben (23. April 1987)
27. Wort gehalten / Der Mann mit den zwei Gesichtern / Ein glückliches Opfer (7. Mai 1987)
28. Verbrechen aus Leidenschaft / Zwangsläufig / Die Konkurrenz (2. Juni 1987)
29. Orion / Dienstbotenprobleme / Vermißtmeldung (17. September 1987)
30. Der Preis der Erkenntnis / Lauter schlechte Nachrichten / Was Simon sagt (17. März 1988)